# Fortín Teniente Primero Adolfo Marcial Rojas Silva
Fortín Teniente Primero Adolfo Marcial Rojas Silva (más conocido como Teniente Rojas Silva o Fortín Rojas Silva) es una localidad paraguaya del departamento de Presidente Hayes, ubicada en el kilómetro 304 de la ruta nacional PY12 "Vicepresidente Sánchez", a unos 341 km de Asunción.
Se encuentra en el límite fronterizo seco con la localidad de Posta Cambio Zalazar, provincia de Formosa, Argentina.
Administrativamente forma parte y depende del municipio de Teniente Esteban Martínez, ubicado a unos 26 kilómetros de distancia.

## Toponimia
Recibe su nombre actual en honor a Adolfo Marcial Rojas Silva, un joven teniente segundo paraguayo de 21 años (hijo del expresidente Liberato Marcial Rojas), que fue asesinado por soldados bolivianos el 25 de febrero de 1927 en cercanías del fortín boliviano conocido como Sorpresa Nuevo, siendo este uno de los hechos que desencadenaría en la Guerra Del Chaco (1932 - 1935). Es considerado por muchos como la primera víctima mortal del conflicto por el territorio chaqueño entre Paraguay y Bolivia, siendo recordado en Paraguay como un mártir.Tiempo después, el Teniente Segundo Adolfo Rojas Silva fue ascendido póstumamente al rango inmediatamente superior de Teniente Primero.
Algunas personas siguen llamando a la zona por su antiguo nombre de Sorpresa.

## Historia
En el año 1925 los bolivianos fundaron en cercanías de la zona el Fortín Sorpresa Viejo, luego en 1926 a unos 10 kilómetros al sureste fundaron el Fortín Sorpresa Nuevo, ambos en la actual ubicación de la localidad, muy cerca de la frontera con Argentina.
En febrero de 1927 en el Fortín Sorpresa Nuevo ocurrió el incidente en el cual fue muerto el Teniente 2º Adolfo Rojas Silva.
El 20 de marzo de 1928 fuerzas paraguayas bajo el mando del Teniente 1º José Clemente Britos capturaron ambos Fortines Sorpresa (Viejo y Nuevo) y los renombraron a ambos como Fortín Adolfo Rojas Silva.

## Geografía
Teniente Rojas Silva se ubica en el kilómetro 304 de la ruta PY12. Al oeste limita con La Verde, al noroeste con Fortín General Díaz, al norte y noreste con la zona rural de Campo Aceval, al este con Teniente Esteban Martínez. Y también limita con las localidades argentinas de Fortín Cabo 1° Lugones, al sureste, y Posta Cambio Zalazar al sur y suroeste, respectivamente.
| Noroeste: Fortín General Díaz  | Norte: Campo Aceval       | Nordeste: Campo Aceval          |
| Oeste: La Verde                |                           | Este: Teniente Esteban Martínez |
| Suroeste: Posta Cambio Zalazar | Sur: Posta Cambio Zalazar | Sureste: Fortín Cabo 1° Lugones |

## Clima
Según la clasificación Köppen, el clima de Fortín Rojas Silva se puede clasificar como subtropical húmedo, presentando temperaturas mínimas de -5 °C en invierno y temperaturas máximas de 45 °C en verano. Caracterizándose por presentar veranos húmedos con ciertas lluvias e inviernos muy secos.

## Infraestructura
Actualmente la infraestructura de la zona es escasa y deficiente, pero cuenta con algunas instituciones públicas, como una escuela, un registro civil, un puesto de salud, una comisaría, un juzgado de paz y una capilla. 
También cuenta con una pequeña pista de aterrizaje de tierra de unos 1.000 metros de longitud, para el transporte aéreo militar y civil de la zona.
Se espera que con el asfaltado de la ruta PY12 que llegará hasta General Bruguez, a unos 159 km de distancia, la zona de Fortín Rojas Silva se beneficiará también indirectamente, ya que contará con una mejor conexión con el resto del país.

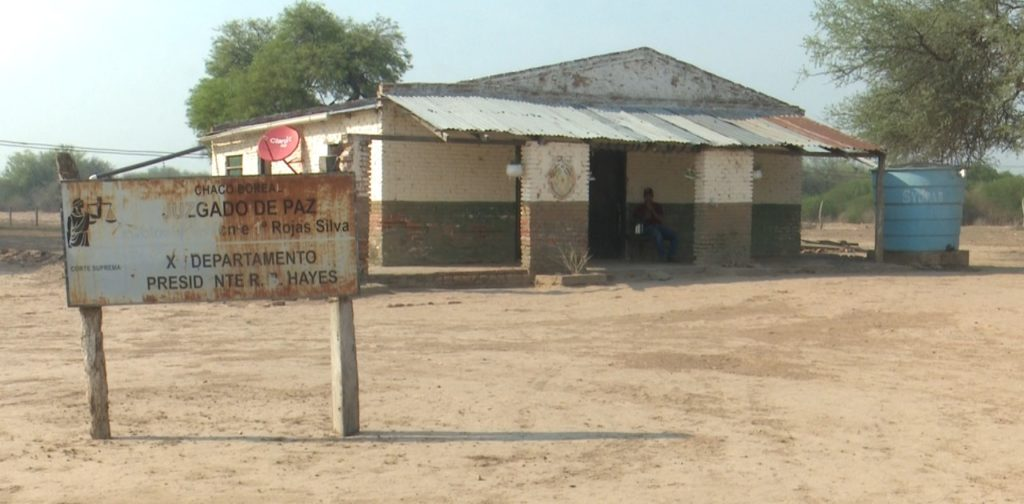
Juzgado de Paz en Fortín Rojas Silva.

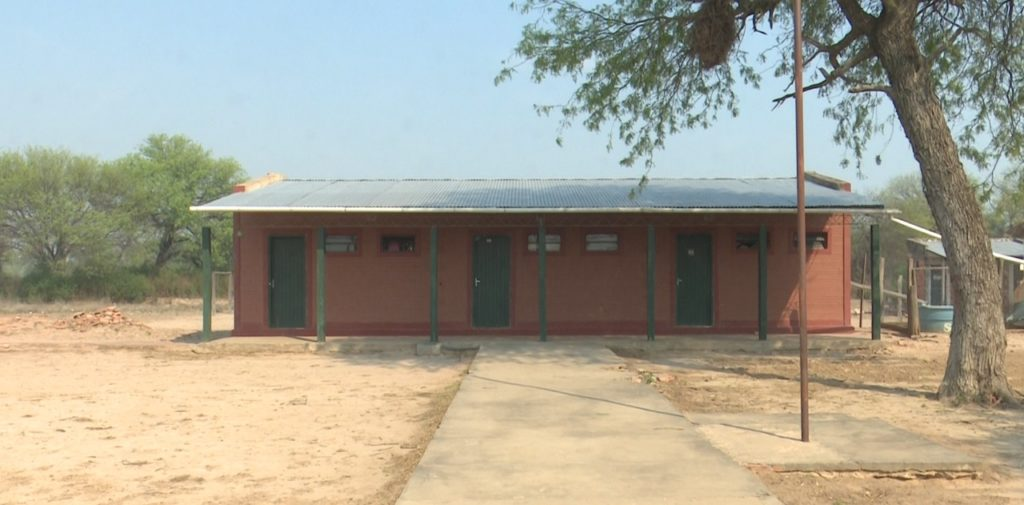
Escuela en Fortín Rojas Silva.